# BMW K 1200 RS
BMW K 1200 RS je sportovně cestovní motocykl, vyvinutý firmou BMW, vyráběný v letech 1996–2004. Jeho předchůdcem byl model BMW K 1100 RS, nástupcem se staly modely BMW K 1200 GT a BMW K 1200 S. Motor je řadový čtyřválec chlazený kapalinou, převodovka na rozdíl od předchůdce je šestistupňová. Faceliftovaný model se vyráběl v letech 2001–2004.

## Technické parametry

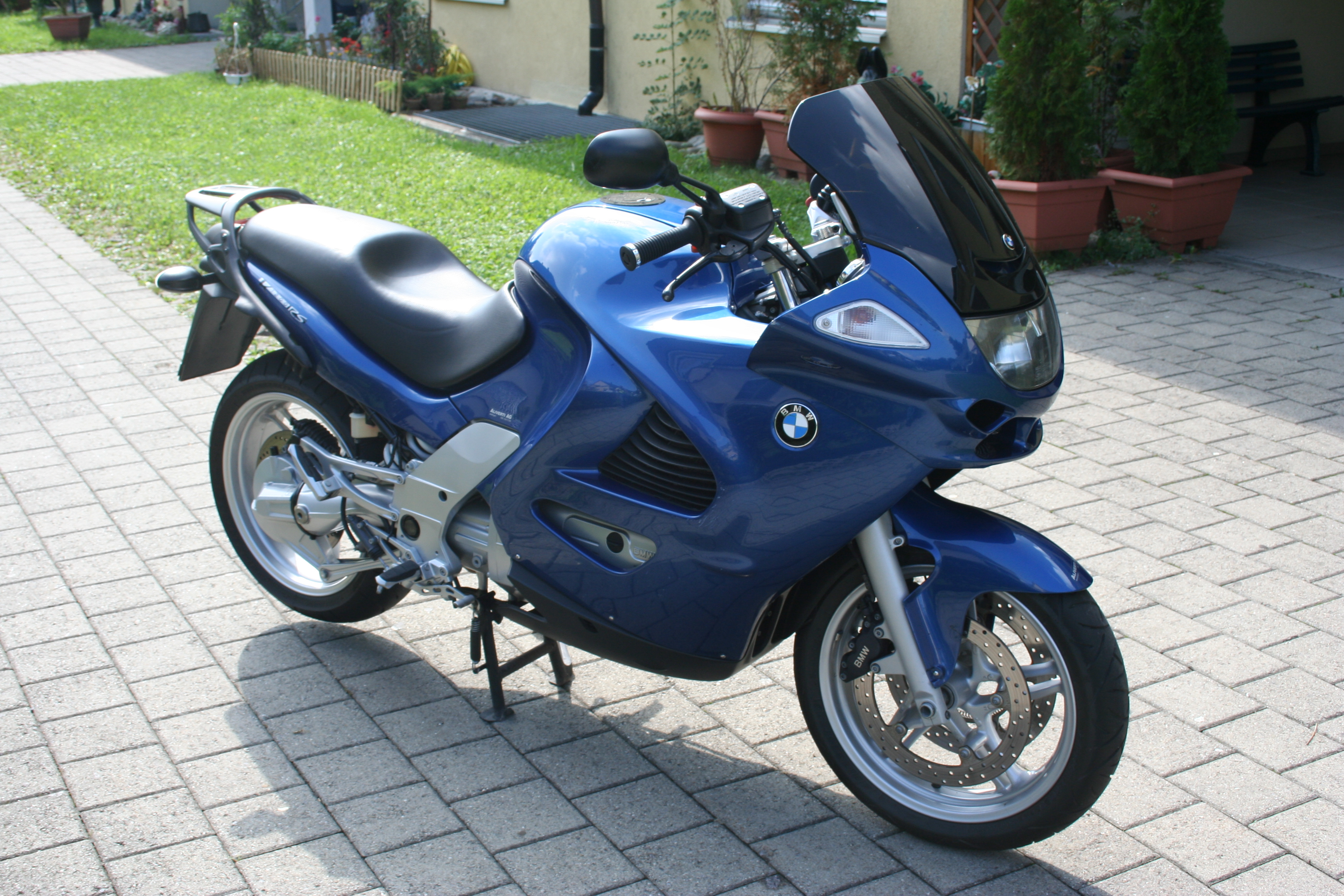
BMW K 1200 RS (facelift)

- Rám: páteřový z lehkých slitin
- Suchá hmotnost:
- Pohotovostní hmotnost: 285 kg
- Maximální rychlost: 245 km/h
- Spotřeba paliva: 5,5 l/100 km